# مانويل جوزيه
مانويل خوسيه (بالبرتغالية: Manuel José de Jesus‏) هو لاعب كرة قدم ومدرب كرة قدم برتغالي معتزل. ولد في 9 أبريل 1946 في فيلا ريال دي سان أنطونيو في البرتغال. لعب مع نادي بنفيكا ونادي بيرا مار ونادي بيلينينسش ونادي فارزيم. درب نوادي عديدة منهم النادي الأهلي خلال ثلاث فترات منفصلة.

## مسيرته كمدير فني

### مع النادي الأهلي
حصد جوزيه مع الأهلي 20 لقبًا هي:
- بطولة الدوري العام: 6 مرات.
- بطولة كأس مصر: مرتين.
- بطولة كأس السوبر المصري: 4 مرات.
- بطولة دورى أبطال أفريقيا: 4 مرات.
- بطولة السوبر الأفريقي: 4 مرات.
- شارك في بطولة كأس العالم للأندية 3 مرات حصل في المشاركة الأولى والثالثة على المركز السادس، وفي الثانية على الميدالية البرونزية.[8][9]